# سترات الصوديوم
سترات الصوديوم وهو مركب كيميائي له الصيغة Na3C6H5O7 ، وهو ملح الصوديوم الثلاثي لـحمض الستريك.

## الخواص
- يكون هذا الملح على شكل مسحوق بلوري عديم اللون والرائحة.
- يحوي في بنيته البلورية على جزيئين من الماء، اللذان يفقدهما جراء التسخين بدءاً من 150° درجة مئوية.
- ينحل بشكل جيد جداً بالماء أكثر من 70 غ / 100 مل ماء، لكنه عملياً غير محلول بالإيثانول.
- محاليله المائية تتفاعل بشكل قلوي خفيف.

## التحضير
يحضر من تفاعل كميات ستوكيومترية من محلول لحمض الستريك (حمض الليمون) مع هيدروكسيد الصوديوم،
ثم بتبخير المحلول الناتج فنحصل على بلورات الملح.

## الاستخدامات
- يستخدم في المجال الطبي كمانع تخثر للدم أثناء عمليات نقل الدم، حيث يقوم على تعقيد شوارد الكالسيوم التي لها دور أساسي في عملية التخثر.
- يعد من ضمن المواد المضافة للغذاء حيث يستخدم لضبط حموضة الوسط.